# Europapokal der Landesmeister 1981/82

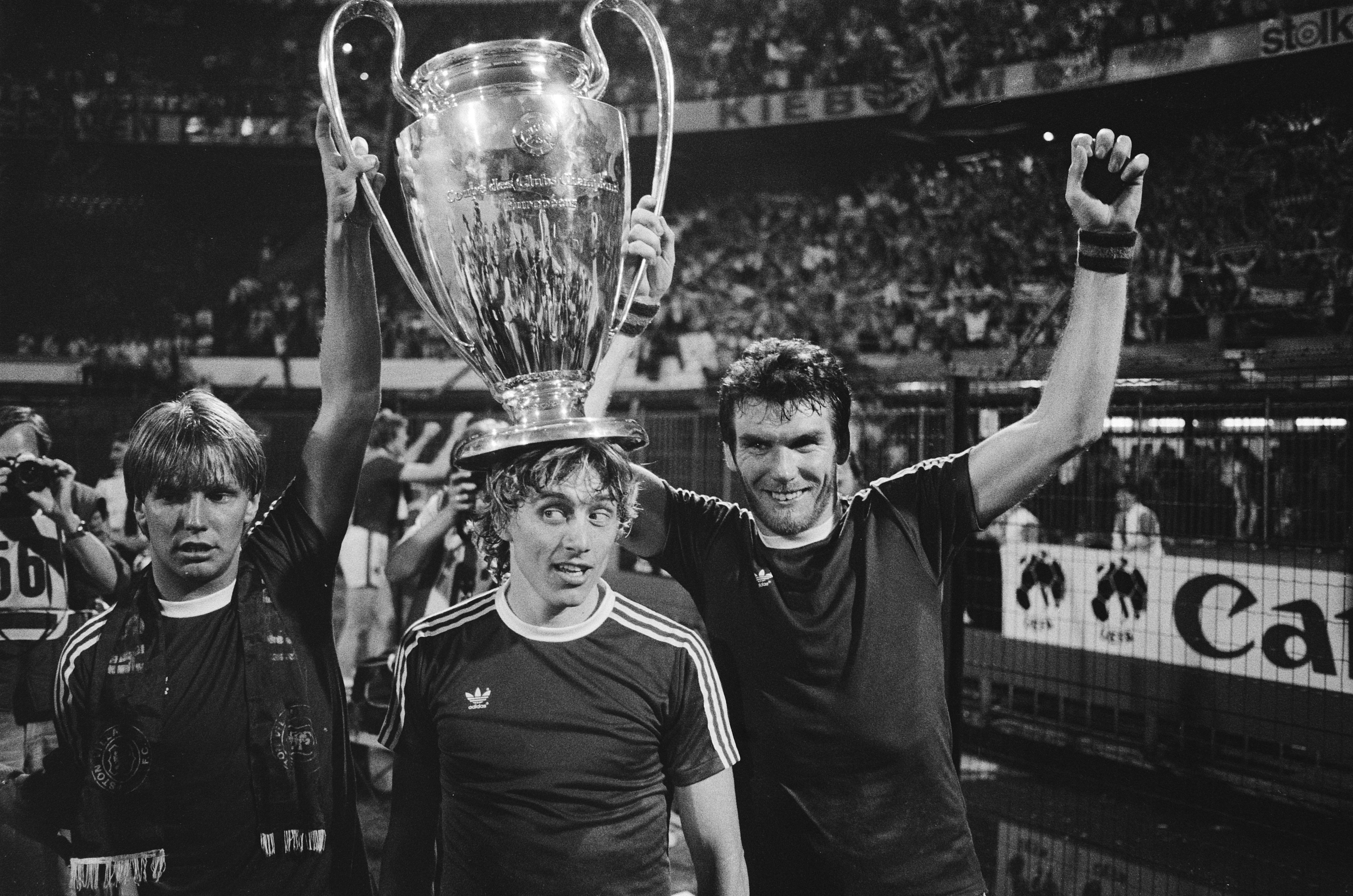
V. l. n. r.: Gary Shaw, Tony Morley und Peter Withe mit dem Pokal

Der Europapokal der Landesmeister 1981/82 war die 27. Auflage des Wettbewerbs. 33 Klubmannschaften nahmen teil, darunter 32 Landesmeister der vorangegangenen Saison und mit dem FC Liverpool der Titelverteidiger. Das Finale setzte die UEFA für den 26. Mai 1982 im Rotterdamer De Kuip an.

## Modus
Die Teilnehmer spielten im reinen Pokalmodus mit (bis auf das Finale) Hin- und Rückspielen um die Krone des europäischen Vereinsfußballs. Bei Torgleichstand zählte zunächst die größere Zahl der auswärts erzielten Tore; gab es auch hierbei einen Gleichstand, wurde das Rückspiel verlängert und ggf. sofort anschließend ein Elfmeterschießen zur Entscheidung ausgetragen.

## Vorrunde
Das Hinspiel fand am 25. August, das Rückspiel am 1. September 1981 statt.
|                  | Gesamt |            | Hinspiel | Rückspiel |
| ---------------- | ------ | ---------- | -------- | --------- |
| AS Saint-Étienne | 1:3    | BFC Dynamo | 1:1      | 0:2       |

## 1. Runde
Die Hinspiele fanden am 16., die Rückspiele am 30. September 1981 statt.
|                          | Gesamt    |                     | Hinspiel | Rückspiel |
| ------------------------ | --------- | ------------------- | -------- | --------- |
| Widzew Łódź              | 2:6       | RSC Anderlecht      | 1:4      | 1:2       |
| BFC Dynamo               | (a)3:3(a) | FC Zürich           | 2:0      | 1:3       |
| Celtic Glasgow           | 1:2       | Juventus Turin      | 1:0      | 0:2       |
| Ferencváros Budapest     | 3:5       | Baník Ostrava       | 3:2      | 0:3       |
| Hibernians Football Club | 02:10     | Roter Stern Belgrad | 1:2      | 1:8       |
| Oulun Palloseura         | 0:8       | FC Liverpool        | 0:1      | 0:7       |
| Benfica Lissabon         | 4:0       | Omonia Nikosia      | 3:0      | 1:0       |
| FK Austria Wien          | 3:2       | FK Partizani Tirana | 3:1      | 0:1       |
| Dynamo Kiew              | 2:1       | Trabzonspor         | 1:0      | 1:1       |
| Start Kristiansand       | 1:4       | AZ’67 Alkmaar       | 1:3      | 0:1       |
| Aston Villa              | 7:0       | Valur Reykjavík     | 5:0      | 2:0       |
| FC Progrès Niederkorn    | 1:5       | Glentoran FC        | 1:1      | 0:4       |
| Kjøbenhavns Boldklub     | (a)3:3(a) | Athlone Town        | 1:1      | 2:2       |
| Östers IF                | 0:6       | FC Bayern München   | 0:1      | 0:5       |
| ZSKA Sofia               | 1:0       | Real Sociedad       | 1:0      | 0:0       |
| Universitatea Craiova    | 3:2       | Olympiakos Piräus   | 3:0      | 0:2       |

## 2. Runde

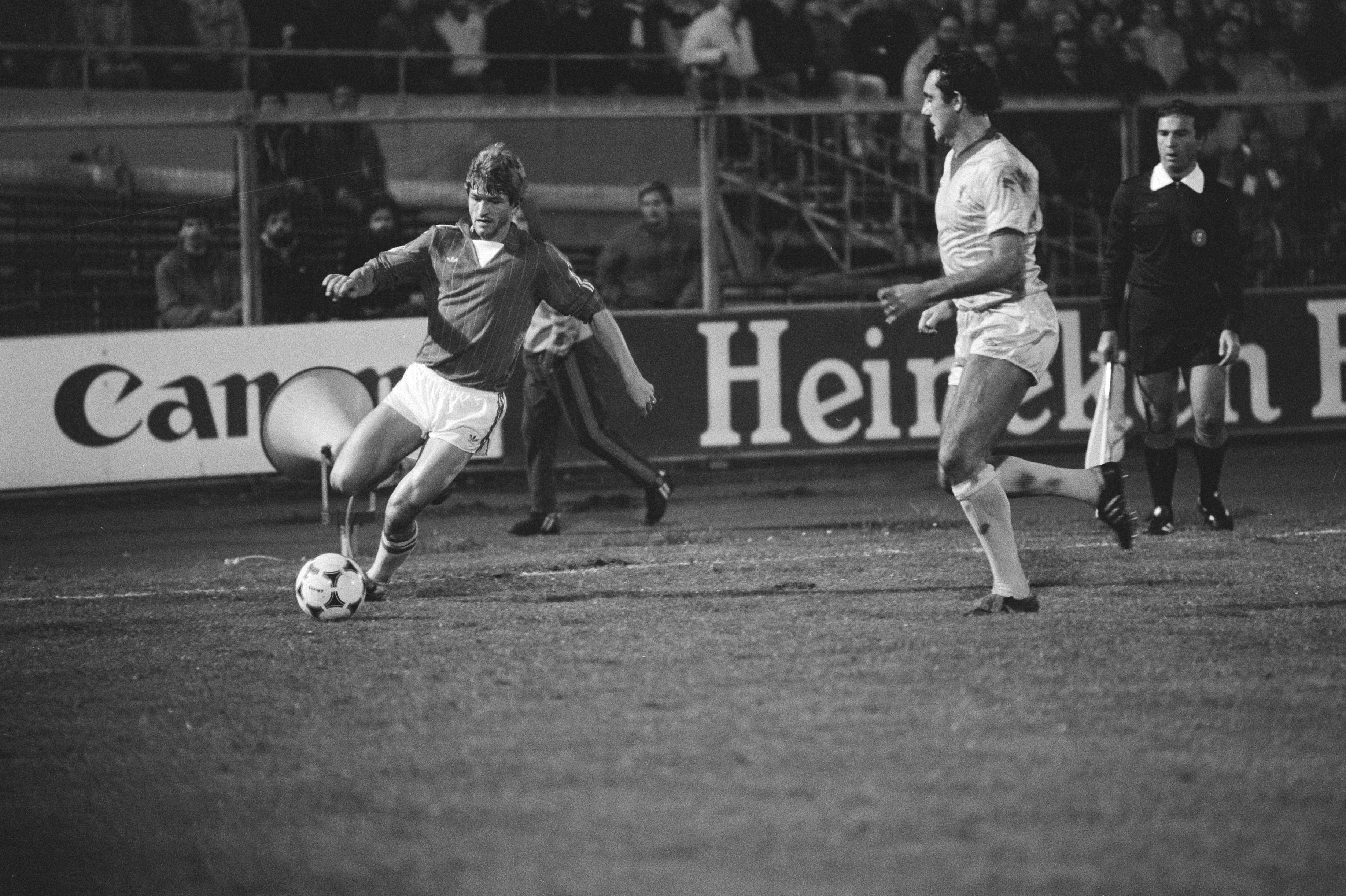
Spielszene aus dem Hinspiel zwischen AZ Alkmaar und dem FC Liverpool

Die Hinspiele fanden am 21. Oktober, die Rückspiele am 4. November 1981 statt.
|                      | Gesamt    |                       | Hinspiel | Rückspiel |
| -------------------- | --------- | --------------------- | -------- | --------- |
| Baník Ostrava        | 3:4       | Roter Stern Belgrad   | 3:1      | 0:3       |
| RSC Anderlecht       | 4:2       | Juventus Turin        | 3:1      | 1:1       |
| AZ’67 Alkmaar        | 4:5       | FC Liverpool          | 2:2      | 2:3       |
| ZSKA Sofia           | 3:2       | Glentoran FC          | 2:0      | 1:2 n. V. |
| Kjøbenhavns Boldklub | 2:4       | Universitatea Craiova | 1:0      | 1:4       |
| Benfica Lissabon     | 1:4       | FC Bayern München     | 0:0      | 1:4       |
| FK Austria Wien      | 1:2       | Dynamo Kiew           | 0:1      | 1:1       |
| BFC Dynamo           | (a)2:2(a) | Aston Villa           | 1:2      | 1:0       |

## Viertelfinale
Die Hinspiele fanden am 3., die Rückspiele am 17. März 1982 statt.
|                       | Gesamt |                     | Hinspiel | Rückspiel |
| --------------------- | ------ | ------------------- | -------- | --------- |
| Universitatea Craiova | 1:3    | FC Bayern München   | 0:2      | 1:1       |
| RSC Anderlecht        | 4:2    | Roter Stern Belgrad | 2:1      | 2:1       |
| Dynamo Kiew           | 0:2    | Aston Villa         | 00:0 1   | 0:2       |
| FC Liverpool          | 1:2    | ZSKA Sofia          | 1:0      | 0:2 n. V. |

## Halbfinale
Die Hinspiele fanden am 7., die Rückspiele am 21. April 1982 statt.
|             | Gesamt |                   | Hinspiel | Rückspiel |
| ----------- | ------ | ----------------- | -------- | --------- |
| ZSKA Sofia  | 4:7    | FC Bayern München | 4:3      | 0:4       |
| Aston Villa | 1:0    | RSC Anderlecht    | 1:0      | 0:0       |

## Finale
| Aston Villa                                   | Aston Villa | FC Bayern München | FC Bayern München |
| --------------------------------------------- | --- | --- | ----------------- |
| Aston Villa                                   | \| 26. Mai 1982 in Rotterdam (De Kuip) \| \| Ergebnis: 1:0 (0:0) \| \| Zuschauer: 46.000 \| \| Schiedsrichter: Georges Konrath ( Frankreich) \|                                                      | \| 26. Mai 1982 in Rotterdam (De Kuip) \| \| Ergebnis: 1:0 (0:0) \| \| Zuschauer: 46.000 \| \| Schiedsrichter: Georges Konrath ( Frankreich) \| | FC Bayern München |
| Aston Villa                                   | Jimmy Rimmer (10. Nigel Spink) – Kenny Swain, Allan Evans, Ken McNaught, Gary Williams – Des Bremner, Dennis Mortimer , Gordon Cowans – Gary Shaw, Peter Withe, Tony Morley Cheftrainer: Tony Barton | Manfred Müller – Hans Weiner – Wolfgang Dremmler, Klaus Augenthaler, Udo Horsmann – Reinhold Mathy (52. Günter Güttler), Wolfgang Kraus (79. Kurt Niedermayer), Paul Breitner , Bernd Dürnberger – Dieter Hoeneß, Karl-Heinz Rummenigge Cheftrainer: Pál Csernai ( Ungarn) | FC Bayern München |
| Aston Villa                                   | 1:0 Peter Withe (67.) | | FC Bayern München |
| Aston Villa                                   | Gary Williams | | FC Bayern München |
| 26. Mai 1982 in Rotterdam (De Kuip)           | | |                   |
| Ergebnis: 1:0 (0:0)                           | | |                   |
| Zuschauer: 46.000                             | | |                   |
| Schiedsrichter: Georges Konrath ( Frankreich) | | |                   |

## Beste Torschützen
| Rang | Spieler               | Klub                | Tore |
| ---- | --------------------- | ------------------- | ---- |
| 1    | Dieter Hoeneß         | FC Bayern München   | 7    |
| 2    | Karl-Heinz Rummenigge | FC Bayern München   | 6    |
| 3    | Paul Breitner         | FC Bayern München   | 5    |
|      | William Geurts        | RSC Anderlecht      | 5    |
| 5    | Lubomír Knapp         | Baník Ostrava       | 4    |
|      | Tony Morley           | Aston Villa         | 4    |
|      | Dušan Savić           | Roter Stern Belgrad | 4    |

## Eingesetzte Spieler Aston Villa
| Aston Villa | |
| Aston Villa | - Tor: Jimmy Rimmer (9/-); Nigel Spink (1/-) - Abwehr: Allan Evans (8/-); Gary Williams (7/-); Ken McNaught (5/1); Colin Gibson (4/-); Brendan Ormsby (3/-) - Mittelfeld: Des Bremner (9/-); Gordon Cowans (9/-); Dennis Mortimer (9/-); Kenny Swain (8/-); Andy Blair (3/-); Ivor Linton (1/-) - Angriff: Peter Withe (9/3); Tony Morley (8/4); Gary Shaw (8/3); Terry Donovan (1/2) - Trainer: Tony Barton |